# Clifford Bourland
Clifford Frederick Bourland (Los Angeles, Kalifornia, 1921. január 1. – Santa Monica, Kalifornia, 2018. február 11.) olimpiai bajnok amerikai futó.

## Pályafutása
Az 1948-as londoni olimpián 4 × 400 m váltóban
Arthur Harndennel, Roy Cochrannel és Mal Whitfielddel aranyérmet nyert.

## Sikerei, díjai
- Olimpiai játékok
  - aranyérmes: 1948, London (4 × 400 m váltó)